# Медальный зачёт на зимних Олимпийских играх 2014
На XXII зимних Олимпийских играх разыгрывалось рекордное за всю историю зимних Олимпийских игр количество комплектов медалей — 98. Фактически было вручено 99 золотых, 97 серебряных и 99 бронзовых медалей. Медали разыгрывались в 15 видах спорта. Ниже представлен список всех стран, которые выиграли на этих Играх хотя бы одну медаль. Всего в этом спортивном событии приняло участие 2873 атлета из 88 стран.
Атлеты из 26 НОКов выиграли по меньшей мере одну медаль, и 21 из них завоевали не менее одной золотой медали. Словения выигрывает свою первую золотую медаль на зимних Олимпийских играх в горнолыжном спорте.
В соревнованиях по скоростному спуску среди женщин были присуждены две золотые медали, серебряная медаль присуждена не была. В соревнованиях по супергиганту среди мужчин были присуждены две бронзовые медали.

## Неофициальный медальный зачёт
Таблица медального зачёта основывается на данных Международного олимпийского комитета (МОК), опубликованных на сайте игр в Сочи. Таблица отсортирована по количеству медалей высшего достоинства («золото») выигранных участниками национальных олимпийских комитетов (НОК). Далее следует количество выигранных медалей среднего («серебро») и низшего достоинств («бронза»). Если НОКи имеют в общем итоге одинаковое количество выигранных медалей, то страны сортируются в алфавитном порядке русского языка.
Таблица ниже приведена по состоянию на 2 февраля 2018 года (а не 16 февраля 2020 года), поскольку по состоянию именно на этот день Россия вновь заняла первое место в неофициальном медальном зачёте (тогда как с 15 февраля 2020 года Россия опустилась и находится сейчас на 3-м месте с 28 медалями: 10 золотых, 9 серебряных и 9 бронзовых).
Осенью 2017 года по итогам доклада комиссии Ричарда Макларена и работы комиссии МОК под руководством Дениса Освальда стало известно, что российские лыжники Александр Легков и Максим Вылегжанин будут лишены своих наград. Также ожидаются выводы по другим российским призёрам Олимпийских игр. Представители российских федераций и сами спортсмены заявили о намерении подать апелляцию на решение о лишении спортсменов медалей.
22 ноября 2017 года (после дисквалификации лыжников Легкова и Вылегжанина, а также скелетонистов Третьякова и Никитиной) в результате перераспределения наград Россия лишилась 1 золотой, 3 серебряных и 2 бронзовых медалей. Норвегия получит 1 серебряную и 2 бронзовые медали и обойдёт Россию по общему количеству медалей — 29 (11+6+12). Представители Латвии получат золотую и бронзовую награды вместо одной серебряной (для Латвии золото скелетониста Мартинса Дукурса станет первым в истории на зимних Играх). Представители США получат серебряную и бронзовую медали вместо одной бронзовой. Представители Швеции и Франции получат по одной серебряной вместо одной бронзовой медали. Белоруссия получит одну бронзовую медаль.
24 ноября 2017 года МОК из-за нарушения антидопинговых правил лишил российского бобслеиста Александра Зубкова двух золотых медалей, завоёванных на домашней Олимпиаде 2014 года в Сочи, и пожизненно отстранил его от участия в Играх. Золото Зубкова, завоёванное в конкуренции экипажей-четвёрок, перейдет к латвийскому пилоту Оскару Мелбардису и его разгоняющим.
27 ноября 2017 года были дисквалифицированы биатлонистки — Яна Романова и Ольга Вилухина. Россия лишилась также 2 серебряных медалей за эстафету (Вилухина и Романова) и спринт (Вилухина). Серебро в спринте получит украинка Вита Семеренко, а бронза отойдёт к Карин Оберхофер. В эстафете — серебро получает сборная Норвегии, а бронзу — сборная Чехии. Норвегия получит одно серебро вместо бронзы (количество медалей не поменяется, 29 (11+7+11), Италия — 9 медалей (0+2+7), Чехия — 9 (2+4+3), Украина — число медалей не поменяется (2 медали — 1+1+0).
22 декабря 2017 года комиссия МОК под руководством Дениса Освальда лишила российских саночников Альберта Демченко и Татьяну Иванову серебряных медалей Олимпиады 2014 года в Сочи. Демченко в Сочи завоевал серебряные награды в соревнованиях одиночников и в эстафете. Иванова вместе с Демченко стала второй в эстафете и показала седьмой результат в соревнованиях одиночниц. В эстафете Россию представляла и двойка в составе Александра Денисьева и Владислава Антонова. Им также необходимо вернуть серебряные медали. Таким образом, у России осталось 20 медалей (9+3+8). Серебряная медаль Демченко в соревнованиях одиночников должна перейти итальянцу Армину Цоггелеру, бронзу получит немец Анди Лангенхан. Победителем в этом виде программы останется ещё один представитель Германии Феликс Лох.
1 февраля 2018 года по решению Спортивного арбитражного суда в Лозанне (CAS), который отменил аннулирование результатов 28 российских спортсменов на Олимпийских играх 2014 года в Сочи, России вернут девять наград сочинских игр. Таким образом, Россия вновь занимает первое место в медальном зачете. В частности, были возвращены: золотая и серебряная медали Александру Легкову, две серебряных медали Максиму Вылегжанину, золотая медаль Александру Третьякову, бронзовая медаль Елене Никитиной, серебряная медаль Ольге Фаткулиной.
15 февраля 2020 года Антидопинговая комиссия Международного союза биатлонистов вынесла решение по делам российских биатлонистов Светланы Слепцовой и Евгения Устюгова, которым были предъявлены обвинения в нарушении антидопинговых правил (ADRV) на основании результатов анализов, зарегистрированных в Московской лаборатории. База данных информационной системы управления (LIMS) в отношении выборок, собранных у них в 2013 году. По решению комиссии результаты Устюгова в период с 27 августа 2013 года и до конца сезона Кубка мира 2013/14 будут дисквалифицированы включая утрату любых медалей, очков и призов. Также данные последствия включают в себя утрату золотой медали, которую он выиграл на Олимпийских играх.
Жирным выделено наибольшее количество медалей в своей категории; страна-организатор выделена синим цветом.
|       | Общее количество медалей | Общее количество медалей | Общее количество медалей | Общее количество медалей | Всего |
| Место | Страна                   | Золото                   | Серебро                  | Бронза                   | Всего |
| ----- | ------------------------ | ------------------------ | ------------------------ | ------------------------ | ----- |
| 1     | Норвегия                 | 11                       | 6                        | 9                        | 26    |
| 2     | Россия                   | 10                       | 10                       | 9                        | 29    |
| 3     | Канада                   | 10                       | 10                       | 5                        | 25    |
| 4     | США                      | 9                        | 9                        | 10                       | 28    |
| 5     | Нидерланды               | 8                        | 7                        | 9                        | 24    |
| 6     | Германия                 | 8                        | 6                        | 5                        | 19    |
| 7     | Швейцария                | 7                        | 2                        | 2                        | 11    |
| 8     | Беларусь                 | 5                        | 0                        | 1                        | 6     |
| 9     | Австрия                  | 4                        | 8                        | 5                        | 17    |
| 10    | Франция                  | 4                        | 4                        | 7                        | 15    |
| 11    | Польша                   | 4                        | 1                        | 1                        | 6     |
| 12    | Китай                    | 3                        | 4                        | 2                        | 9     |
| 13    | Республика Корея         | 3                        | 3                        | 2                        | 8     |
| 14    | Швеция                   | 2                        | 7                        | 6                        | 15    |
| 15    | Чехия                    | 2                        | 4                        | 3                        | 9     |
| 16    | Словения                 | 2                        | 2                        | 4                        | 8     |
| 17    | Япония                   | 1                        | 4                        | 3                        | 8     |
| 18    | Финляндия                | 1                        | 3                        | 1                        | 5     |
| 19    | Великобритания           | 1                        | 1                        | 3                        | 5     |
| 20    | Латвия                   | 1                        | 1                        | 3                        | 5     |
| 21    | Украина                  | 1                        | 0                        | 1                        | 2     |
| 22    | Словакия                 | 1                        | 0                        | 0                        | 1     |
| 23    | Италия                   | 0                        | 2                        | 6                        | 8     |
| 24    | Австралия                | 0                        | 2                        | 1                        | 3     |
| 25    | Хорватия                 | 0                        | 1                        | 0                        | 1     |
| 26    | Казахстан                | 0                        | 0                        | 1                        | 1     |
| Всего | Всего                    | 99                       | 95                       | 99                       | 293   |

На зимних Олимпийских играх 2014 года 62 из 88 участвующих НОКов не выиграли ни одной медали. Эти страны:
- Азербайджан
- Албания
- Американские Виргинские Острова
- Андорра
- Аргентина
- Армения
- Бельгия
- Бермуды
- Болгария
- Босния и Герцеговина
- Бразилия
- Британские Виргинские Острова
- Венгрия
- Венесуэла
- Восточный Тимор
- Гонконг
- Греция
- Грузия
- Дания
- Доминика
- Зимбабве
- Израиль
- Индия
- Иран
- Ирландия
- Исландия
- Испания
- Каймановы острова
- Кипр
- Кыргызстан
- Ливан
- Литва
- Лихтенштейн
- Люксембург
- Македония
- Мальта
- Марокко
- Мексика
- Молдова
- Монако
- Монголия
- Непал
- Новая Зеландия
- Пакистан
- Парагвай
- Перу
- Португалия
- Румыния
- Сан-Марино
- Сербия
- Таджикистан
- Таиланд
- Тайвань
- Того
- Тонга
- Турция
- Узбекистан
- Филиппины
- Черногория
- Чили
- Эстония
- Ямайка